# Feng Yuxian
Feng Yuxiang (xinès simplificat: 冯玉祥; xinès tradicional: 馮玉祥; pinyin: Féng Yùxíang), també conegut com el General Cristià fou un «Senyor de la guerra» i polític de la República de la Xina nascut el 6 de novembre de 1882 a Chaohu, província d'Anhui i mort a la mar Negra, el dia 1 de setembre de 1948.
Obtingué el grau de Mariscal. Va ser Ministre de Defensa en funcions (1928-1929).

## Biografia
De família humil. De set germans només dos van arribar a adults. Ingressà a l'exèrcit de nen i va tenir molt poca escolarització i es va esforçar en adquirir coneixements de forma autodidacta. Decebut per la manca de futur s'incorporà a l'exèrcit de Yuan Shikai i, per fi, va tenir oportunitats de promoció. A Manxúria va combatre els bandits que pul·lulaven pel territori. Durant la Revolució Xinhai de 1911 va simpatitzar amb els contraris a la dinastia Qing però va sortir-ne ben parat davant les autoritats imperials.
Quan Yuan Shikai a esdevenir president de la República el 1912, Feng va fer-se càrrec d'un batalló, començant així una carrera militar de prestigi i de poder. Quan el Kuomintang va voler acabar amb el règim autoritari de Yuan Shikai, Feng li va donar suport. El seu ascens dins l'exèrcit continuà i, quan el 1915, un nou intent per enderrocar Yuan, Feng va ser acusat de mantenir una postura ambigua. Finalment va aproximar-se als rebels però sense ser favorable a cedir en els seus principals objectius. Amb la mort de Yuan Shikai, Duan Qirui el van mantenir allunyat de la capital.
Va lluitar contra l'intent, el 1917, de la re-instauració de la monarquia (amb Pu Yi al tron) a càrrec de Zhang Xun.
A finals de la dècada de 1910 les faccions militars s'enfronten (Camarilla d'Anhui i camarilla de Zhili). Feng va donar suport als cabdills d'aquesta darrera. D'altra banda, va preocupar-se pel benestar i la formació moral (campanyes contra el joc, consum d'opi, prostitució) dels seus subordinats tot fomentant el cristianisme (ell era de confessió protestant). El seu comportament paternalista li va donar popularitat. Mentre va ser governador de Henan va iniciar una sèrie de reformes destinades a millorar l'economia. Les rivalitats internes de la camrilla de Zhili el van allunyar dels altres caps militars. Mentre, es va interessar pel que ocorria a l'URSS.
Les desavinences amb la seva camarilla i la creixent lleialtat dels seus col·laboradors van fer possible un cop de força que va foragitar Cao Kun i va expulsar de la Ciutat Prohibida a l'antic emperador Pu Yi. I cercà la reunificació del país en la forma d'una república encapçalada per Sun Yat-sen, que estava malalt. Sun va morir a Beijing el 1925.
A finals de 1924 els principals cabdills (Zhang Zuolin, Feng Yuxian i Duan Qirui van arribar a un acord per repartir-se les zones d'influència. Però, finalment, Feng canvia d'aliança i donà suport a Chiang Kai-shek que volia controlar el nord de la Xina (Deng Xiaobing hi va participar dins les files de Feng) però, en la denominada Guerra de les Planures Centrals arran de la divisió en el Kuomintang, i desconfiant de la creixent influència de Chiang se li enfrontà però fou derrotat per les tropes govern de Nanjing.
Sense el seu exèrcit, Feng es dedicà a criticar a Chiang per la seva actuació a Manxúria davant els japonesos, tenint present l'evidència de la seva inferioritat bèl·lica. A la Guerra sino-japonesa, malgrat tot, exercí càrrecs de responsabilitat en l'exèrcit nacionalista. Després de la Segona Guerra Mundial va anar als Estats Units. Va morir en un incendi en un vaixell a la Mar Negra i que l'havia de dur a l'URSS.
Es va casar en dues ocasions.